# شهرستان لیوچنگ
شهرستان لیوچنگ (به لاتین: Liucheng County) یک منطقهٔ مسکونی در چین است که در لیوژو واقع شده‌است. شهرستان لیوچنگ ۲٬۱۰۹٫۷۸ کیلومتر مربع مساحت و ۳۵۳٬۷۹۶ نفر جمعیت دارد و ۱۰۷ متر بالاتر از سطح دریا واقع شده‌است.